# Vinter-OL 2006
Vinter-OL 2006 (officielt: De XX Olympiske Vinterlege) blev afholdt i og omkring den italienske by Torino i Piemonte-regionen fra den 10. til den 26. februar 2006. Legene var de 20. olympiske vinterlege, og det var anden gang de blev afholdt i Italien efter at Cortina d'Ampezzo var vært for vinter-OL i 1956.
Konkurrencerne i ishockey og skøjteløb blev afholdt i selve Torino by. Curling blev spillet i Pinerolo, ca. 50 km sydvest for Torino. Og de resterende idrætsgrene blev afviklet i de italienske alper 60-100 km vest for Torino. Sportsfolk fra 80 lande konkurrerede i 15 discipliner i 7 sportsgrene, og Tyskland blev bedste nation med i alt 29 medaljer.

## Højdepunkter
- Canada blev suveræn vinder af kvindernes ishockeyturnering ved at slå overraskelsen Sverige i finalen. Det var første gang ved et OL eller VM, at finalen i kvindeishockey ikke var et rent nordamerikansk anliggende.
- Mændenes ishockeyturnering blev vundet af Sveriges gyldne generation af ishockeyspillere med NHL-stjernerne Nicklas Lidström, Peter Forsberg og Mats Sundin i spidsen.
- Canadiske Cindy Klassen vandt fem medaljer (1 guld, 2 sølv og 2 bronze) i kvindernes hurtigløb på skøjter.
- Benjamin Raich fra Østrig vandt både slalom og storslalom som kun den anden nogensinde (Alberto Tomba var den første).
- Danmark var kun repræsenteret i kvindernes curling-turnering, og sluttede som nr. 8 blandt de 10 deltagende nationer.

## Sportsgrene og idrætsanlæg
Der blev konkurreret i 15 forskellige discipliner, og selve konkurrencerne foregik i syv forskellige byer.
| Disciplin            | Idrætsanlæg              | Tilsk.      | By           |
| -------------------- | ------------------------ | ----------- | ------------ |
| Ishockey             | Palasport Olimpico       | 11.450      | Torino       |
| Ishockey             | Esposizioni              | 5.800       | Torino       |
| Hurtigløb på skøjter | Oval Lingotto            | 7.675       | Torino       |
| Short track          | Palavela                 | 8.260       | Torino       |
| Kunstskøjteløb       | Palavela                 | 8.260       | Torino       |
| Curling              | Pinerolo Palaghiaccio    | 2.300       | Pinerolo     |
| Skiskydning          | Cesana San Sicario       | 6.500       | Cesana       |
| Bobslæde             | Cesana Pariol            | 7.130       | Cesana       |
| Kælk                 | Cesana Pariol            | 7.130       | Cesana       |
| Skeleton             | Cesana Pariol            | 7.130       | Cesana       |
| Alpint skiløb        | San Sicario Fraiteve     | 6.160       | Cesana       |
| Alpint skiløb        | Borgata                  |             | Sestriere    |
| Alpint skiløb        | Colle                    | 9.250       | Sestriere    |
| Skihop               | Pragelato Pragelato Plan | 8.005 8.115 | Pragelato    |
| Langrend             | Pragelato Pragelato Plan | 8.005 8.115 | Pragelato    |
| Nordisk kombination  | Pragelato Pragelato Plan | 8.005 8.115 | Pragelato    |
| Freestyle skiløb     | Sauze d'Oulx             | 8.460       | Sauze d'Oulx |
| Snowboard            | Bardonecchia             | 7.650       | Bardonecchia |

## Deltagende nationer
| - Albanien - Algeriet - Amer. Jomfruøer - Andorra - Argentina - Armenien - Aserbajdsjan - Australien - Belgien - Bermuda - Bosnien-Herc. - Brasilien - Bulgarien - Canada - Chile - Costa Rica - Cypern - Danmark - Estland - Etiopien | - Finland - Frankrig - Georgien - Grækenland - Holland - Hongkong - Hviderusland - Indien - Iran - Irland - Island - Israel - Italien - Japan - Kasakhstan - Kenya - Kina - Kirgisistan - Kroatien - Letland | - Libanon - Liechtenstein - Litauen - Luxembourg - Madagaskar - Nordmakedonien - Moldova - Monaco - Mongoliet - Nepal - New Zealand - Nordkorea - Norge - Polen - Portugal - Rumænien - Rusland - San Marino - Schweiz - Senegal | - Serbien og Montenegro - Slovakiet - Slovenien - Spanien - Storbritannien - Sverige - Sydafrika - Sydkorea - Tadsjikistan - Kinesisk Taipei - Thailand - Tjekkiet - Tyrkiet - Tyskland - Ukraine - Ungarn - USA - Usbekistan - Venezuela - Østrig |

## Medaljefordeling
| Medaljefordelingen ved vinter-OL 2006 | Medaljefordelingen ved vinter-OL 2006 | Medaljefordelingen ved vinter-OL 2006 | Medaljefordelingen ved vinter-OL 2006 | Medaljefordelingen ved vinter-OL 2006 |       |
| Nr.                                   | Land                                  | Guld                                  | Sølv                                  | Bronze                                | Total |
| ------------------------------------- | ------------------------------------- | ------------------------------------- | ------------------------------------- | ------------------------------------- | ----- |
| 1.                                    | Tyskland                              | 11                                    | 12                                    | 6                                     | 29    |
| 2.                                    | USA                                   | 9                                     | 9                                     | 7                                     | 25    |
| 3.                                    | Østrig                                | 9                                     | 7                                     | 7                                     | 23    |
| 4.                                    | Rusland                               | 8                                     | 6                                     | 8                                     | 22    |
| 5.                                    | Canada                                | 7                                     | 10                                    | 7                                     | 24    |
| 6.                                    | Sverige                               | 7                                     | 2                                     | 5                                     | 14    |
| 7.                                    | Sydkorea                              | 6                                     | 3                                     | 2                                     | 11    |
| 8.                                    | Schweiz                               | 5                                     | 4                                     | 5                                     | 14    |
| 9.                                    | Italien                               | 5                                     | 0                                     | 6                                     | 11    |
| 10.                                   | Frankrig                              | 3                                     | 2                                     | 4                                     | 9     |
|                                       | Holland                               | 3                                     | 2                                     | 4                                     | 9     |
| 12.                                   | Estland                               | 3                                     | 0                                     | 0                                     | 3     |
| 13.                                   | Norge                                 | 2                                     | 8                                     | 9                                     | 19    |
| 14.                                   | Kina                                  | 2                                     | 4                                     | 5                                     | 11    |
| 15.                                   | Tjekkiet                              | 1                                     | 2                                     | 1                                     | 4     |
| 16.                                   | Kroatien                              | 1                                     | 2                                     | 0                                     | 3     |
| 17.                                   | Australien                            | 1                                     | 0                                     | 1                                     | 2     |
| 18.                                   | Japan                                 | 1                                     | 0                                     | 0                                     | 1     |
| 19.                                   | Finland                               | 0                                     | 6                                     | 3                                     | 9     |
| 20.                                   | Polen                                 | 0                                     | 1                                     | 1                                     | 2     |
| 21.                                   | Bulgarien                             | 0                                     | 1                                     | 0                                     | 1     |
|                                       | Hviderusland                          | 0                                     | 1                                     | 0                                     | 1     |
|                                       | Slovakiet                             | 0                                     | 1                                     | 0                                     | 1     |
|                                       | Storbritannien                        | 0                                     | 1                                     | 0                                     | 1     |
| 25.                                   | Ukraine                               | 0                                     | 0                                     | 2                                     | 2     |
| 26.                                   | Letland                               | 0                                     | 0                                     | 1                                     | 1     |

## Alpint skiløb
| Styrtløb, mænd              | Styrtløb, mænd      | Tid (min.) |
| --------------------------- | ------------------- | ---------- |
| Guld                        | Antoine Deneriaz    | 1:48,80    |
| Sølv                        | Michael Walchhofer  | 1:49,52    |
| Bronze                      | Bruno Kernen        | 1:49,82    |
| 4.                          | Kjetil Andre Aamodt | 1:49,88    |
| 5.                          | Bode Miller         | 1:49,93    |
| 6.                          | Hermann Maier       | 1:50,00    |
| 7.                          | Marco Büchel        | 1:50,04    |
| 8.                          | Fritz Strobl        | 1:50,12    |
| 9.                          | Patrick Staudacher  | 1:50,29    |
| 10.                         | Daron Rahlves       | 1:50,33    |
| 55 deltagere – 53 fuldførte |                     |            |
| Super-G, mænd               | Super-G, mænd       | Tid (min.) |
| Guld                        | Kjetil Andre Aamodt | 1:30,65    |
| Sølv                        | Hermann Maier       | 1:30,78    |
| Bronze                      | Ambrosi Hoffmann    | 1:30,98    |
| 4.                          | Erik Guay           | 1:31,08    |
| 5.                          | Aksel Lund Svindal  | 1:31,10    |
| 6.                          | Marco Büchel        | 1:31,22    |
| 7.                          | Scott Macartney     | 1:31,23    |
| 8.                          | Francois Bourque    | 1:31,27    |
| 9.                          | Daron Rahlves       | 1:31,37    |
| 10.                         | Hannes Reichelt     | 1:31,39    |
| 63 deltagere – 56 fuldførte |                     |            |

| Storslalom, mænd            | Storslalom, mænd        | Tid (min.) | Tid (min.) | Tid (min.) |
| Storslalom, mænd            | Storslalom, mænd        | 1. løb     | 2. løb     | Total      |
| --------------------------- | ----------------------- | ---------- | ---------- | ---------- |
| Guld                        | Benjamin Raich          | 1:16,95    | 1:18,05    | 2:35,00    |
| Sølv                        | Joel Chenal             | 1:16,80    | 1:18,27    | 2:35,07    |
| Bronze                      | Hermann Maier           | 1:16,83    | 1:18,33    | 2:35,16    |
| 4.                          | Francois Bourque        | 1:16,61    | 1:19,31    | 2:35,92    |
| 5.                          | Fredrik Nyberg          | 1:16,83    | 1:19,22    | 2:36,05    |
| 6.                          | Aksel Lund Svindal      | 1:17,10    | 1:18,96    | 2:36,06    |
|                             | Bode Miller             | 1:17,58    | 1:18,48    | 2:36,06    |
| 8.                          | Rainer Schönfelder      | 1:17,49    | 1:19,15    | 2:36,64    |
| 9.                          | Kalle Palander          | 1:18,22    | 1:18,60    | 2:36,82    |
| 10.                         | Thomas Grandi           | 1:17,23    | 1:19,65    | 2:36,88    |
| 82 deltagere – 41 fuldførte |                         |            |            |            |
| Slalom, mænd                | Slalom, mænd            | Tid        | Tid        | Tid        |
| Slalom, mænd                | Slalom, mænd            | 1. løb     | 2. løb     | Total      |
| Guld                        | Benjamin Raich          | 53,37      | 49,77      | 1:43,14    |
| Sølv                        | Reinfried Herbst        | 53,55      | 50,42      | 1:43,97    |
| Bronze                      | Rainer Schönfelder      | 54,03      | 50,12      | 1:44,15    |
| 4.                          | Kentaro Minagawa        | 53,44      | 50,74      | 1:44,18    |
|                             | André Myhrer            | 53,95      | 50,23      | 1:44,18    |
| 6.                          | Ivica Kostelic          | 54,43      | 50,02      | 1:44,45    |
| 7.                          | Naoki Yuasa             | 54,76      | 49,81      | 1:44,57    |
| 8.                          | Johan Brolenius         | 54,37      | 50,44      | 1:44,81    |
| 9.                          | Thomas Grandi           | 53,64      | 51,20      | 1:44,84    |
| 10.                         | Martin Hansson          | 54,50      | 50,74      | 1:45,24    |
| 93 deltagere – 47 fuldførte |                         |            |            |            |
| Alpin kombination, mænd     | Alpin kombination, mænd | Tid (min.) | Tid (min.) | Tid (min.) |
| Alpin kombination, mænd     | Alpin kombination, mænd | Styrtløb   | Slalom     | Total      |
| Guld                        | Ted Ligety              | 1:41,22    | 1:27,93    | 3:09,35    |
| Sølv                        | Ivica Kostelic          | 1:40,44    | 1:29,44    | 3:09,88    |
| Bronze                      | Rainer Schönfelder      | 1:40,02    | 1:30,65    | 3:10,67    |
| 4.                          | Daniel Albrecht         | 1:40,47    | 1:30,26    | 3:10,73    |
| 5.                          | Giorgio Rocca           | 1:41,39    | 1:29,35    | 3:10,74    |
| 6.                          | Ondrej Bank             | 1:40,50    | 1:30,50    | 3:11,00    |
| 7.                          | Marc Berthod            | 1:41,24    | 1:29,98    | 3:11,22    |
| 8.                          | Pierrick Bourgeat       | 1:41,35    | 1:29,94    | 3:11,29    |
| 9.                          | Peter Fill              | 1:39,22    | 1:32,99    | 3:12,21    |
| 10.                         | Kjetin Jansrud          | 1:41,55    | 1:30,77    | 3:12,32    |
| 59 deltagere – 35 fuldførte |                         |            |            |            |

| Styrtløb, kvinder           | Styrtløb, kvinder       | Tid (min.) |
| --------------------------- | ----------------------- | ---------- |
| Guld                        | Michaela Dorfmeister    | 1:56,49    |
| Sølv                        | Martina Schild          | 1:56,86    |
| Bronze                      | Anja Pärson             | 1:57,13    |
| 4.                          | Renate Götschl          | 1:57,20    |
| 5.                          | Nadia Styger            | 1:57,62    |
| 6.                          | Petra Haltmayr          | 1:57,69    |
| 7.                          | Julia Mancuso           | 1:57,71    |
| 8.                          | Lindsey C. Kildow       | 1:57,78    |
|                             | Alexandra Meissnitzer   | 1:57,78    |
| 10.                         | Nadia Fanchini          | 1:57,84    |
| 44 deltagere – 40 fuldførte |                         |            |
| Super-G, kvinder            | Super-G, kvinder        | Tid (min.) |
| Guld                        | Michela Dorfmeister     | 1:32,47    |
| Sølv                        | Janica Kostelic         | 1:32,74    |
| Bronze                      | Alexandra Meissnitzer   | 1:33,06    |
| 4.                          | Kelly Vanderbeek        | 1:33,09    |
| 5.                          | Carole Montillet-Carles | 1:33,31    |
| 6.                          | Martina Schild          | 1:33,33    |
| 7.                          | Lindsey C. Kildow       | 1:33,42    |
| 8.                          | Lucia Recchia           | 1:33,48    |
| 9.                          | Emily Brydon            | 1:33,50    |
|                             | Petra Haltmayr          | 1:33,50    |
| 54 deltagere – 51 fuldførte |                         |            |

| Storslalom, kvinder         | Storslalom, kvinder        | Tid (min.) | Tid (min.) | Tid (min.) |
| Storslalom, kvinder         | Storslalom, kvinder        | 1. løb     | 2. løb     | Total      |
| --------------------------- | -------------------------- | ---------- | ---------- | ---------- |
| Guld                        | Julia Mancuso              | 1:00,89    | 1:08,30    | 2:09,19    |
| Sølv                        | Tanja Poutiainen           | 1:01,21    | 1:08,65    | 2:09,86    |
| Bronze                      | Anna Ottosson              | 1:02,04    | 1:08,29    | 2:10,33    |
| 4.                          | Nicole Hosp                | 1:01,26    | 1:09,40    | 2:10,66    |
| 5.                          | Genevieve Simard           | 1:01,47    | 1:09,26    | 2:10,73    |
| 6.                          | Anja Pärson                | 1:01,07    | 1:09,89    | 2:10,96    |
| 7.                          | Kathrin Zettel             | 1:01,95    | 1:09,40    | 2:11,35    |
| 8.                          | Nadia Fanchini             | 1:01,77    | 1:09,69    | 2:11,46    |
| 9.                          | Ana Drev                   | 1:02,45    | 1:09,22    | 2:11,67    |
| 10.                         | Maria Pietilä-Holmner      | 1:02,00    | 1:09,69    | 2:11,69    |
| 65 deltagere                |                            |            |            |            |
| Slalom, kvinder             | Slalom, kvinder            | Tid        | Tid        | Tid        |
| Slalom, kvinder             | Slalom, kvinder            | 1. løb     | 2. løb     | Total      |
| Guld                        | Anja Pärson                | 42,38      | 46,66      | 1:29,04    |
| Sølv                        | Nicole Hosp                | 42,83      | 46,50      | 1.29,33    |
| Bronze                      | Marlies Schild             | 43,09      | 46,70      | 1:29,79    |
| 4.                          | Janica Kostelic            | 43,07      | 46,87      | 1:29,94    |
| 5.                          | Michaela Kirchgasser       | 42,97      | 47,31      | 1:30,28    |
| 6.                          | Tanja Poutiainen           | 43,05      | 47,74      | 1:30,79    |
| 7.                          | Annemarie Gerg             | 43,37      | 47,52      | 1:30,89    |
| 8.                          | Chiara Costazza            | 44,15      | 46,93      | 1:31,08    |
|                             | Therese Borssen            | 43,21      | 47,87      | 1:31,08    |
| 10.                         | Sarah Schleper             | 43,61      | 47,77      | 1:31,38    |
| 64 deltagere                |                            |            |            |            |
| Alpin kombination, kvinder  | Alpin kombination, kvinder | Tid (min.) | Tid (min.) | Tid (min.) |
| Alpin kombination, kvinder  | Alpin kombination, kvinder | Styrtløb   | Slalom     | Total      |
| Guld                        | Janica Kostelic            | 1.29,40    | 1:21,68    | 2:51,08    |
| Sølv                        | Marlies Schild             | 1:30,36    | 1:21,22    | 2:51,58    |
| Bronze                      | Anja Pärson                | 1:29,57    | 1:22,06    | 2:51,63    |
| 4.                          | Kathrin Zettel             | 1:30,66    | 1:21,75    | 2:52,41    |
| 5.                          | Nicole Hosp                | 1:31,14    | 1:22,07    | 2:53,21    |
| 6.                          | Michaela Kirchgasser       | 1:31,02    | 1:22,46    | 2:53,48    |
| 7.                          | Martina Ertl-Renz          | 1:31,08    | 1:23,20    | 2:54,28    |
| 8.                          | Jessica Lindell-Vikarby    | 1:30,19    | 1:25,00    | 2:55,19    |
| 9.                          | Julia Mancuso              | 1:30,84    | 1:24,60    | 2:55,44    |
| 10.                         | Brigitte Acton             | 1:30,98    | 1:24,77    | 2:55,75    |
| 43 deltagere – 30 fuldførte |                            |            |            |            |

## Bobslæde
Bobslædekonkurrencerne blev kørt på banen Cesana Pariol med en længde på 1.435 m og en højdeforskel på 114 m.
| Toerbob, mænd      | Toerbob, mænd    | Toerbob, mænd                                                               | Tid (sek.) | Tid (sek.) | Tid (sek.) | Tid (sek.) | Tid (sek.)    |
| Toerbob, mænd      | Toerbob, mænd    | Toerbob, mænd                                                               | 1. løb     | 2. løb     | 3. løb     | 4. løb     | Totalt (min.) |
| ------------------ | ---------------- | --------------------------------------------------------------------------- | ---------- | ---------- | ---------- | ---------- | ------------- |
| Guld               | Tyskland 1       | André Lange (fører) Kevin Kuske                                             | 55,28      | 55,73      | 56,01      | 56,36      | 3:43,38       |
| Sølv               | Canada 1         | Pierre Lueders (fører) Lascelles Brown                                      | 55,57      | 55,50      | 56,11      | 56,41      | 3:43,59       |
| Bronze             | Schweiz 1        | Martin Annen (fører) Beat Hefti                                             | 55,54      | 55,67      | 56,18      | 56,34      | 3:43,73       |
| 4.                 | Rusland 1        | Alexandre Zoubkov (fører) Alexey Voevoda                                    | 55,54      | 55,85      | 56,12      | 56,49      | 3:44,00       |
| 5.                 | Tyskland 2       | Matthias Höpfner (fører) Marc Kühne                                         | 55,56      | 55,82      | 56,24      | 56,63      | 3:44,25       |
| 6.                 | Letland 1        | Janis Minins (fører) Daumants Dreishkens                                    | 55,94      | 55,84      | 56,16      | 56,69      | 3:44,63       |
| 7.                 | USA 1            | Todd Hays (fører) Pavle Jovanovic                                           | 55,81      | 55,72      | 56,31      | 56,88      | 3:44,72       |
| 8.                 | Schweiz 2        | Ivo Rüegg (fører) Cedric Grand                                              | 55,85      | 55,74      | 56,37      | 56,90      | 3:44,86       |
| 9.                 | Italien 1        | Simone Bertazzo (fører) Matteo Torchio                                      | 55,78      | 55,99      | 56,43      | 56,95      | 3:45,15       |
| 10.                | Østrig 1         | Wolfgang Stampfer (fører) Klaus Seelos                                      | 55,92      | 55,94      | 56,57      | 56,90      | 3:45,33       |
| 29 deltagende hold |                  |                                                                             |            |            |            |            |               |
| Firerbob, mænd     | Firerbob, mænd   | Firerbob, mænd                                                              | Tid (sek.) | Tid (sek.) | Tid (sek.) | Tid (sek.) | Tid (sek.)    |
| Firerbob, mænd     | Firerbob, mænd   | Firerbob, mænd                                                              | 1. løb     | 2. løb     | 3. løb     | 4. løb     | Totalt (min.) |
| Guld               | Tyskland 1       | André Lange (fører) René Hoppe Kevin Kuske Martin Putze                     | 55,20      | 55,30      | 54,80      | 55,12      | 3:40,42       |
| Sølv               | Rusland 1        | Alexandre Zoubkov (fører) Filipp Egorov Alexej Seliverstov Alexey Voevoda   | 55,22      | 55,45      | 54,87      | 55,01      | 3:40,55       |
| Bronze             | Schweiz 1        | Martin Annen (fører) Thomas Lamparter Beat Hefti Cedric Grand               | 55,26      | 55,37      | 55,00      | 55,20      | 3:40,83       |
| 4.                 | Canada 1         | Pierre Lueders (fører) Ken Kotyk Morgan Alexander Lascelles Brown           | 55,34      | 55,43      | 54,95      | 55,20      | 3:40,92       |
| 5.                 | Tyskland 2       | René Spies (fører) Christoph Heyder Enrico Kühn Alexander Metzger           | 55,47      | 55,48      | 54,91      | 55,18      | 3:41,04       |
| 6.                 | USA 2            | Steven Holcomb (fører) Curt Tomasevicz Bill Schuffenhauer Lorenzo Smith III | 55,46      | 55,50      | 55,14      | 55,26      | 3:41,36       |
| 7.                 | USA 1            | Todd Hays (fører) Pavle Jovanovic Steve Mesler Brock Kreitzburg             | 55,43      | 55,56      | 55,04      | 55,41      | 3:41,44       |
| 8.                 | Schweiz 2        | Ivo Rüegg (fører) Andi Gees Roman Handschin Christian Äbli                  | 55,65      | 55,63      | 55,22      | 55,30      | 3:41,80       |
| 9.                 | Rusland 2        | Evgeny Popov (fører) Sergei Golubev Piotr Makartchuk Dmitry Stepushkin      | 55,87      | 55,57      | 55,16      | 55,33      | 3:41,93       |
| 10.                | Letland 1        | Janis Minins (fører) Daumants Dreishkens Marcis Rullis Janis Ozols          | 55,88      | 55,69      | 55,51      | 55,51      | 3:42,59       |
| 25 deltagende hold |                  |                                                                             |            |            |            |            |               |
| Toerbob, kvinder   | Toerbob, kvinder | Toerbob, kvinder                                                            | Tid (sek.) | Tid (sek.) | Tid (sek.) | Tid (sek.) | Tid (sek.)    |
| Toerbob, kvinder   | Toerbob, kvinder | Toerbob, kvinder                                                            | 1. løb     | 2. løb     | 3. løb     | 4. løb     | Totalt (min.) |
| Guld               | Tyskland 1       | Sandra Kiriasis (fører) Anja Schneiderheinze                                | 57,16      | 57,77      | 57,34      | 57,71      | 3:49,98       |
| Sølv               | USA 1            | Shauna Rohbock (fører) Valerie Fleming                                      | 57,37      | 57,65      | 57,78      | 57,89      | 3:50,69       |
| Bronze             | Italien 1        | Gerda Weissensteiner (fører) Jennifer Isacco                                | 57,50      | 57,67      | 57,71      | 58,13      | 3:51,01       |
| 4.                 | Canada 1         | Helen Upperton (fører) Heather Moyse                                        | 57,37      | 57,77      | 58,09      | 57,83      | 3:51,06       |
| 5.                 | Tyskland 2       | Susi Lisa Erdmann (fører) Nicole Herschmann                                 | 57,26      | 57,75      | 58,04      | 58,27      | 3:51,32       |
| 6.                 | USA 2            | Jean Prahm (fører) Vonetta Flowers                                          | 57,97      | 57,67      | 57,81      | 58,33      | 3:51,78       |
| 7.                 | Rusland 1        | Victoria Tokovaia (fører) Nadejda Orlova                                    | 57,64      | 57,72      | 58,44      | 58,13      | 3:51,93       |
| 8.                 | Schweiz 1        | Maya Bamert (fører) Martina Feusi                                           | 57,72      | 57,78      | 58,00      | 58,54      | 3:52,04       |
| 9.                 | Storbritannien 1 | Nicola Minichiello (fører) Jacqui Davies                                    | 57,78      | 57,49      | 58,41      | 58,48      | 3:52,16       |
| 10.                | Schweiz 2        | Sabina Hafner (fører) Cora Huber                                            | 57,86      | 57,92      | 58,73      | 58,35      | 3:52,86       |
| 16 deltagende hold |                  |                                                                             |            |            |            |            |               |

## Curling
Alle curlingkampe blev spillet i ishallen Pinerolo Palaghiaccio i Pinerolo, 50 km sydvest for Torino.
| Mænd | Mænd           | Sejre | Nederlag |
| 1.   | Finland        | 7     | 2        |
| 2.   | Canada         | 6     | 3        |
|      | USA            | 6     | 3        |
|      | Storbritannien | 6     | 3        |
| 5.   | Norge          | 5     | 4        |
|      | Schweiz        | 5     | 4        |
| 7.   | Italien        | 4     | 5        |
| 8.   | Tyskland       | 3     | 6        |
|      | Sverige        | 3     | 6        |
| 10.  | New Zealand    | 0     | 9        |

| Slutstilling | Slutstilling                                                                                             |
| ------------ | --- |
| Guld         | Canada Brad Gushue Mark Nichols Russ Howard (skip) Jamie Korab Mike Adam (alternate)                     |
| Sølv         | Finland Markku Uusipaavalniemi (skip) Wille Mäkelä Kalle Kiiskinen Teemu Salo Jani Sullanmaa (alternate) |
| Bronze       | USA Pete Fenson (skip) Shawn Rojeski Joe Polo John Shuster Scott Baird (alternate)                       |
| 4.           | Storbritannien David Murdoch (skip) Ewan MacDonald Warwick Smith Euan Byers Craig Wilson (alternate)     |

| Kvinder | Kvinder        | Sejre | Nederlag |
| 1.      | Sverige        | 7     | 2        |
|         | Schweiz        | 7     | 2        |
| 3.      | Canada         | 6     | 3        |
|         | Norge          | 6     | 3        |
| 5.      | Storbritannien | 5     | 4        |
|         | Rusland        | 5     | 4        |
| 7.      | Japan          | 4     | 5        |
| 8.      | Danmark        | 2     | 7        |
|         | USA            | 2     | 7        |
| 10.     | Italien        | 1     | 8        |

| Slutstilling | Slutstilling                                                                                          |
| ------------ | --- |
| Guld         | Sverige Anette Norberg (skip) Eva Lund Cathrine Lindahl Anna Svärd Ulrika Bergman (alternate)         |
| Sølv         | Schweiz Mirjam Ott (skip) Binia Beeli Valeria Spälty Michele Moser Manuela Kormann (alternate)        |
| Bronze       | Canada Shannon Kleibrink (skip) Amy Nixon Glenys Bakker Christine Keshen Sandra Jenkins (alternate)   |
| 4.           | Norge Dordi Nordby (skip) Marianne Haslum Marianne Rørvik Camilla Holth Charlotte Hovring (alternate) |

## Freestyle skiløb
Kunkurrencerne i freestyle skiløb blev afviklet i Sauze d'Oulx i de italienske alper, ca. 70 km vest for Torino. Der var to konkurrencer, aerials og pukkelpist, begge for både mænd og kvinder.
| Aerials, mænd    | Aerials, mænd       | Point             | Point             | Point  |
| Aerials, mænd    | Aerials, mænd       | 1. hop            | 2. hop            | Total  |
| ---------------- | ------------------- | ----------------- | ----------------- | ------ |
| Guld             | Xiaopeng Han        | 130,53            | 120,24            | 250,77 |
| Sølv             | Dmitri Dashinski    | 131,42            | 117,26            | 248,68 |
| Bronze           | Vladimir Lebedev    | 120,65            | 126,11            | 246,76 |
| 4.               | Alexei Grishin      | 123,90            | 121,28            | 245,18 |
| 5.               | Kyle Nissen         | 114,38            | 130,53            | 244,91 |
| 6.               | Warren Shouldice    | 123,45            | 116,25            | 239,70 |
| 7.               | Jeret Peterson      | 124,78            | 112,70            | 237,48 |
| 8.               | Anton Kushnir       | 124,56            | 103,10            | 227,66 |
| 9.               | Evgeniy Brailovskiy | 110,01            | 113,60            | 223,61 |
| 10.              | Renato Ulrich       | 105,53            | 99,22             | 204,75 |
| 28 deltagere     |                     |                   |                   |        |
| Pukkelpist, mænd | Pukkelpist, mænd    | Pukkelpist, mænd  | Pukkelpist, mænd  | Point  |
| Guld             | Dale Begg-Smith     | Dale Begg-Smith   | Dale Begg-Smith   | 26,77  |
| Sølv             | Mikko Ronkainen     | Mikko Ronkainen   | Mikko Ronkainen   | 26,62  |
| Bronze           | Toby Dawson         | Toby Dawson       | Toby Dawson       | 26,30  |
| 4.               | Marc-André Moreau   | Marc-André Moreau | Marc-André Moreau | 25,62  |
| 5.               | Jesper Björnlund    | Jesper Björnlund  | Jesper Björnlund  | 25,21  |
| 6.               | Jeremy Bloom        | Jeremy Bloom      | Jeremy Bloom      | 25,17  |
| 7.               | Travis Mayer        | Travis Mayer      | Travis Mayer      | 24,91  |
| 8.               | Juuso Lahtela       | Juuso Lahtela     | Juuso Lahtela     | 24,42  |
| 9.               | Travis Cabral       | Travis Cabral     | Travis Cabral     | 24,38  |
| 10.              | Guilbaut Colas      | Guilbaut Colas    | Guilbaut Colas    | 23,60  |
| 35 deltagere     |                     |                   |                   |        |

| Aerials, kvinder    | Aerials, kvinder    | Point               | Point               | Point  |
| Aerials, kvinder    | Aerials, kvinder    | 1. hop              | 2. hop              | Total  |
| ------------------- | ------------------- | ------------------- | ------------------- | ------ |
| Guld                | Evelyne Leu         | 94,62               | 107,93              | 202,55 |
| Sølv                | Nina Li             | 100,81              | 96,58               | 197,39 |
| Bronze              | Alisa Camplin       | 94,99               | 96,40               | 191,39 |
| 4.                  | Nannan Xu           | 98,70               | 92,53               | 191,23 |
| 5.                  | Oly Slivets         | 87,50               | 90,25               | 177,75 |
| 6.                  | Xinxin Guo          | 103,17              | 71,68               | 174,85 |
| 7.                  | Manuela Müller      | 73,49               | 85,65               | 159,14 |
| 8.                  | Jacqui Cooper       | 78,97               | 73,72               | 152,69 |
| 9.                  | Anna Zukal          | 81,90               | 70,14               | 152,04 |
| 10.                 | Alla Tsuper         | 53,58               | 84,26               | 137,84 |
| 23 deltagere        |                     |                     |                     |        |
| Pukkelpist, kvinder | Pukkelpist, kvinder | Pukkelpist, kvinder | Pukkelpist, kvinder | Point  |
| Guld                | Jennifer Heil       | Jennifer Heil       | Jennifer Heil       | 26,50  |
| Sølv                | Kari Traa           | Kari Traa           | Kari Traa           | 25,65  |
| Bronze              | Sandra Laoura       | Sandra Laoura       | Sandra Laoura       | 25,37  |
| 4.                  | Sara Kjellin        | Sara Kjellin        | Sara Kjellin        | 24,74  |
| 5.                  | Aiko Uemura         | Aiko Uemura         | Aiko Uemura         | 24,01  |
| 6.                  | Nikola Sudova       | Nikola Sudova       | Nikola Sudova       | 23,58  |
| 7.                  | Kristi Richards     | Kristi Richards     | Kristi Richards     | 23,30  |
| 8.                  | Audrey Robichaud    | Audrey Robichaud    | Audrey Robichaud    | 23,10  |
| 9.                  | Deborah Scanzio     | Deborah Scanzio     | Deborah Scanzio     | 23,00  |
| 10.                 | Shannon Bahrke      | Shannon Bahrke      | Shannon Bahrke      | 22,82  |
| 30 deltagere        |                     |                     |                     |        |

## Hurtigløb på skøjter
Kunkurrencerne i hurtigløb på skøjter blev afviklet indendørs i Oval Lingotto i Torino. Forfølgelsesløb for hold var på OL-programmet for første gang.
Canadiske Cindy Klassen blev den største medaljesluger med 1 guld-, 2 sølv- og 2 bronzemedaljer. Kun på 500 m-distancen, hvor hun ikke deltog, vandt hun ingen medalje. Blandt mændene var den lokale favorit Enrico Fabris mest succesfuld med 2 guld- og 1 sølvmedalje.
| 500 m, mænd                  | 500 m, mænd                                                                           | Tid (sek.)                                                                            | Tid (sek.) | Tid (sek.) |
| 500 m, mænd                  | 500 m, mænd                                                                           | 1. løb                                                                                | 2. løb     | Totalt     |
| ---------------------------- | ------------------------------------------------------------------------------------- | ------------------------------------------------------------------------------------- | ---------- | ---------- |
| Guld                         | Joey Cheek                                                                            | 34,82                                                                                 | 34,94      | 69,76      |
| Sølv                         | Dmitry Dorofeyev                                                                      | 35,24                                                                                 | 35,17      | 70,41      |
| Bronze                       | Kang Seok Lee                                                                         | 35,34                                                                                 | 35,09      | 70,43      |
| 4.                           | Yuya Oikawa                                                                           | 35,35                                                                                 | 35,21      | 70,56      |
| 5.                           | Fengtong Yu                                                                           | 35,39                                                                                 | 35,29      | 70,68      |
| 6.                           | Joji Kato                                                                             | 35,59                                                                                 | 35,19      | 70,78      |
| 7.                           | Michael Ireland                                                                       | 35,59                                                                                 | 35,29      | 70,88      |
| 8.                           | Jae-Bong Choi                                                                         | 35,61                                                                                 | 35,43      | 71,04      |
| 9.                           | Jeremy Wotherspoon                                                                    | 35,37                                                                                 | 35,68      | 71,05      |
| 10.                          | Pekka Koskela                                                                         | 35,58                                                                                 | 35,51      | 71,09      |
| 37 deltagere                 |                                                                                       |                                                                                       |            |            |
| 1000 m, mænd                 | 1000 m, mænd                                                                          | 1000 m, mænd                                                                          | Tid (min.) | Tid (min.) |
| Guld                         | Shani Davis                                                                           | Shani Davis                                                                           | 1:08,89    | 1:08,89    |
| Sølv                         | Joey Cheek                                                                            | Joey Cheek                                                                            | 1:09,16    | 1:09,16    |
| Bronze                       | Erben Wennemars                                                                       | Erben Wennemars                                                                       | 1:09,32    | 1:09,32    |
| 4.                           | Kyou-Hyuk Lee                                                                         | Kyou-Hyuk Lee                                                                         | 1:09,37    | 1:09,37    |
| 5.                           | Jan Bos                                                                               | Jan Bos                                                                               | 1:09,42    | 1:09,42    |
| 6.                           | Chad Hedrick                                                                          | Chad Hedrick                                                                          | 1:09,45    | 1:09,45    |
| 7.                           | Yevgeny Lalenkov                                                                      | Yevgeny Lalenkov                                                                      | 1:09,46    | 1:09,46    |
| 8.                           | Stefan Groothuis                                                                      | Stefan Groothuis                                                                      | 1:09,57    | 1:09,57    |
| 9.                           | Casey Fitzrandolph                                                                    | Casey Fitzrandolph                                                                    | 1:09,59    | 1:09,59    |
| 10.                          | Dmitry Dorofeyev                                                                      | Dmitry Dorofeyev                                                                      | 1:09,74    | 1:09,74    |
| 41 deltagere                 |                                                                                       |                                                                                       |            |            |
| 1500 m, mænd                 | 1500 m, mænd                                                                          | 1500 m, mænd                                                                          | Tid (min.) | Tid (min.) |
| Guld                         | Enrico Fabris                                                                         | Enrico Fabris                                                                         | 1:45,97    | 1:45,97    |
| Sølv                         | Shani Davis                                                                           | Shani Davis                                                                           | 1:46,13    | 1:46,13    |
| Bronze                       | Chad Hedrick                                                                          | Chad Hedrick                                                                          | 1:46,22    | 1:46,22    |
| 4.                           | Simon Kuipers                                                                         | Simon Kuipers                                                                         | 1:46,58    | 1:46,58    |
| 5.                           | Erben Wennemars                                                                       | Erben Wennemars                                                                       | 1:46,71    | 1:46,71    |
| 6.                           | Ivan Skobrev                                                                          | Ivan Skobrev                                                                          | 1:46,91    | 1:46,91    |
| 7.                           | Petter Andersen                                                                       | Petter Andersen                                                                       | 1:47,15    | 1:47,15    |
| 8.                           | Mikael Flygind-Larsen                                                                 | Mikael Flygind-Larsen                                                                 | 1:47,28    | 1:47,28    |
| 9.                           | Joey Cheek                                                                            | Joey Cheek                                                                            | 1:47,52    | 1:47,52    |
| 10.                          | Even Wetten                                                                           | Even Wetten                                                                           | 1:47,78    | 1:47,78    |
| 41 deltagere                 |                                                                                       |                                                                                       |            |            |
| 5.000 m, mænd                | 5.000 m, mænd                                                                         | 5.000 m, mænd                                                                         | Tid (min.) | Tid (min.) |
| Guld                         | Chad Hedrick                                                                          | Chad Hedrick                                                                          | 6:14,68    | 6:14,68    |
| Sølv                         | Sven Kramer                                                                           | Sven Kramer                                                                           | 6:16,40    | 6:16,40    |
| Bronze                       | Enrico Fabris                                                                         | Enrico Fabris                                                                         | 6:18,25    | 6:18,25    |
| 4.                           | Carl Verheijen                                                                        | Carl Verheijen                                                                        | 6:18,84    | 6:18,84    |
| 5.                           | Arne Dankers                                                                          | Arne Dankers                                                                          | 6:21,24    | 6:21,24    |
| 6.                           | Bob de Jong                                                                           | Bob de Jong                                                                           | 6:22,12    | 6:22,12    |
| 7.                           | Shani Davis                                                                           | Shani Davis                                                                           | 6:23,08    | 6:23,08    |
| 8.                           | Øystein Grødum                                                                        | Øystein Grødum                                                                        | 6:24,21    | 6:24,21    |
| 9.                           | Lasse Sætre                                                                           | Lasse Sætre                                                                           | 6:25,15    | 6:25,15    |
| 10.                          | Eskil Ervik                                                                           | Eskil Ervik                                                                           | 6:26,91    | 6:26,91    |
| 28 deltagere                 |                                                                                       |                                                                                       |            |            |
| 10.000 m, mænd               | 10.000 m, mænd                                                                        | 10.000 m, mænd                                                                        | Tid (min.) | Tid (min.) |
| Guld                         | Bob de Jong                                                                           | Bob de Jong                                                                           | 13:01,57   | 13:01,57   |
| Sølv                         | Chad Hedrick                                                                          | Chad Hedrick                                                                          | 13:05,40   | 13:05,40   |
| Bronze                       | Carl Verheijen                                                                        | Carl Verheijen                                                                        | 13:08,80   | 13:08,80   |
| 4.                           | Øystein Grødum                                                                        | Øystein Grødum                                                                        | 13:12,58   | 13:12,58   |
| 5.                           | Lasse Sætre                                                                           | Lasse Sætre                                                                           | 13:12,93   | 13:12,93   |
| 6.                           | Ivan Skobrev                                                                          | Ivan Skobrev                                                                          | 13:17,54   | 13:17,54   |
| 7.                           | Sven Kramer                                                                           | Sven Kramer                                                                           | 13:18,14   | 13:18,14   |
| 8.                           | Enrico Fabris                                                                         | Enrico Fabris                                                                         | 13.21,54   | 13.21,54   |
| 9.                           | Arne Dankers                                                                          | Arne Dankers                                                                          | 13:23,55   | 13:23,55   |
| 10.                          | Johan Röjler                                                                          | Johan Röjler                                                                          | 13:29,50   | 13:29,50   |
| 16 deltagere                 |                                                                                       |                                                                                       |            |            |
| Holdforfølgelse 3200 m, mænd |                                                                                       |                                                                                       |            |            |
| Finale                       | Finale                                                                                | Finale                                                                                | Tid (min.) | Tid (min.) |
| Guld                         | Italien Matteo Anesi Stefano Donagrandi Enrico Fabris Ippolito Sanfratello            | Italien Matteo Anesi Stefano Donagrandi Enrico Fabris Ippolito Sanfratello            | 3:44,46    | 3:44,46    |
| Sølv                         | Canada Arne Dankers Steven Elm Jason Parker Justin Warsylewicz Denny Morrison         | Canada Arne Dankers Steven Elm Jason Parker Justin Warsylewicz Denny Morrison         | 3:47,28    | 3:47,28    |
| B-finale                     | B-finale                                                                              | B-finale                                                                              | Tid (min.) | Tid (min.) |
| Bronze                       | Holland Sven Kramer Rintje Ritsma Mark Tuitert Carl Verheijen Erben Wennemars         | Holland Sven Kramer Rintje Ritsma Mark Tuitert Carl Verheijen Erben Wennemars         | 3:44,53    | 3:44,53    |
| 4.                           | Norge Håvard Bokko Eskil Ervik Mikael Flygind-Larsen Øystein Grødum Lasse Sætre       | Norge Håvard Bokko Eskil Ervik Mikael Flygind-Larsen Øystein Grødum Lasse Sætre       | 3:45,96    | 3:45,96    |
| C-finale                     | C-finale                                                                              | C-finale                                                                              | Tid (min.) | Tid (min.) |
| 5.                           | Rusland Artyom Detyshev Aleksandr Kibalko Yevgeny Lalenkov Dmitry Shipel Ivan Skobrev | Rusland Artyom Detyshev Aleksandr Kibalko Yevgeny Lalenkov Dmitry Shipel Ivan Skobrev | 3:46,91    | 3:46,91    |
| 6.                           | USA K.C. Boutiette Chad Hedrick Charles Ryan Leveille Cox Clay Mull Derek Parra       | USA K.C. Boutiette Chad Hedrick Charles Ryan Leveille Cox Clay Mull Derek Parra       | 3:49,73    | 3:49,73    |
| D-finale                     | D-finale                                                                              | D-finale                                                                              | Tid (min.) | Tid (min.) |
| 7.                           | Tyskland Jens Boden Jörg Dallmann Stefan Heythausen Robert Lehmann Tobias Schneider   | Tyskland Jens Boden Jörg Dallmann Stefan Heythausen Robert Lehmann Tobias Schneider   | 3:48,28    | 3:48,28    |
| 8.                           | Japan Kasato Miyazaki Takaharu Nakajima Teruhiro Sugimori Takahiro Ushiyama           | Japan Kasato Miyazaki Takaharu Nakajima Teruhiro Sugimori Takahiro Ushiyama           | 3:50,37    | 3:50,37    |
| 8 deltagende hold            |                                                                                       |                                                                                       |            |            |

| 500 m, kvinder                  | 500 m, kvinder                                                                                         | Tid (sek.)                                                                                             | Tid (sek.) | Tid (sek.) |
| 500 m, kvinder                  | 500 m, kvinder                                                                                         | 1. løb                                                                                                 | 2. løb     | Totalt     |
| ------------------------------- | --- | --- | ---------- | ---------- |
| Guld                            | Svetlana Zhurova                                                                                       | 38,23                                                                                                  | 38,34      | 76,57      |
| Sølv                            | Manli Wang                                                                                             | 38,31                                                                                                  | 38,47      | 76,78      |
| Bronze                          | Hui Ren                                                                                                | 38,60                                                                                                  | 38,27      | 76,87      |
| 4.                              | Tomomi Okizaki                                                                                         | 38,46                                                                                                  | 38,46      | 76,92      |
| 5.                              | Fengtong Yu                                                                                            | 38,69                                                                                                  | 38,35      | 77,04      |
| 6.                              | Jenny Wolf                                                                                             | 38,70                                                                                                  | 38,55      | 77,25      |
| 7.                              | Beixing Wang                                                                                           | 38,71                                                                                                  | 38,56      | 77,27      |
| 8.                              | Sayuri Osuga                                                                                           | 38,74                                                                                                  | 38,65      | 77,39      |
| 9.                              | Sayuri Yoshii                                                                                          | 38,68                                                                                                  | 38,75      | 77,43      |
| 10.                             | Chiara Simionato                                                                                       | 39,02                                                                                                  | 38,66      | 77,68      |
| 30 deltagere                    | | |            |            |
| 1000 m, kvinder                 | 1000 m, kvinder                                                                                        | 1000 m, kvinder                                                                                        | Tid (min.) | Tid (min.) |
| Guld                            | Marianne Timmer                                                                                        | Marianne Timmer                                                                                        | 1:16,05    | 1:16,05    |
| Sølv                            | Cindy Klassen                                                                                          | Cindy Klassen                                                                                          | 1:16,09    | 1:16,09    |
| Bronze                          | Anni Friesinger                                                                                        | Anni Friesinger                                                                                        | 1:16,11    | 1:16,11    |
| 4.                              | Ireen Wust                                                                                             | Ireen Wust                                                                                             | 1:16,39    | 1:16,39    |
| 5.                              | Kristina Groves                                                                                        | Kristina Groves                                                                                        | 1:16,54    | 1:16,54    |
| 6.                              | Barbara de Loor                                                                                        | Barbara de Loor                                                                                        | 1:16,73    | 1:16,73    |
| 7.                              | Svetlana Zhurova                                                                                       | Svetlana Zhurova                                                                                       | 1:17,13    | 1:17,13    |
| 8.                              | Katarzyna Wojcicka                                                                                     | Katarzyna Wojcicka                                                                                     | 1:17,28    | 1:17,28    |
| 9.                              | Yekatarina Abramova                                                                                    | Yekatarina Abramova                                                                                    | 1:17,33    | 1:17,33    |
| 10.                             | Jennifer Rodriguez                                                                                     | Jennifer Rodriguez                                                                                     | 1:17,47    | 1:17,47    |
| 36 deltagere                    | | |            |            |
| 1500 m, kvinder                 | 1500 m, kvinder                                                                                        | 1500 m, kvinder                                                                                        | Tid (min.) | Tid (min.) |
| Guld                            | Cindy Klassen                                                                                          | Cindy Klassen                                                                                          | 1:55,27    | 1:55,27    |
| Sølv                            | Kristina Groves                                                                                        | Kristina Groves                                                                                        | 1:56,74    | 1:56,74    |
| Bronze                          | Ireen Wust                                                                                             | Ireen Wust                                                                                             | 1:56,90    | 1:56,90    |
| 4.                              | Anni Friesinger                                                                                        | Anni Friesinger                                                                                        | 1:57,31    | 1:57,31    |
| 5.                              | Chiara Simionato                                                                                       | Chiara Simionato                                                                                       | 1:58,76    | 1:58,76    |
| 6.                              | Yekaterina Lobysheva                                                                                   | Yekaterina Lobysheva                                                                                   | 1:58,87    | 1:58,87    |
| 7.                              | Christine Nesbitt                                                                                      | Christine Nesbitt                                                                                      | 1:59,15    | 1:59,15    |
| 8.                              | Jennifer Rodriguez                                                                                     | Jennifer Rodriguez                                                                                     | 1:59,30    | 1:59,30    |
| 9.                              | Renate Groenewold                                                                                      | Renate Groenewold                                                                                      | 1:59,33    | 1:59,33    |
| 10.                             | Daniela Anschütz Thoms                                                                                 | Daniela Anschütz Thoms                                                                                 | 1:59,74    | 1:59,74    |
| 35 deltagere                    | | |            |            |
| 3.000 m, kvinder                | 3.000 m, kvinder                                                                                       | 3.000 m, kvinder                                                                                       | Tid (min.) | Tid (min.) |
| Guld                            | Ireen Wust                                                                                             | Ireen Wust                                                                                             | 4:02,43    | 4:02,43    |
| Sølv                            | Renate Groenewold                                                                                      | Renate Groenewold                                                                                      | 4:03,48    | 4:03,48    |
| Bronze                          | Cindy Klassen                                                                                          | Cindy Klassen                                                                                          | 4:04,37    | 4:04,37    |
| 4.                              | Anni Friesinger                                                                                        | Anni Friesinger                                                                                        | 4:04,59    | 4:04,59    |
| 5.                              | Claudia Pechstein                                                                                      | Claudia Pechstein                                                                                      | 4:05,54    | 4:05,54    |
| 6.                              | Daniela Anschütz Thoms                                                                                 | Daniela Anschütz Thoms                                                                                 | 4:06,89    | 4:06,89    |
| 7.                              | Martina Sablikova                                                                                      | Martina Sablikova                                                                                      | 4:08,42    | 4:08,42    |
| 8.                              | Kristina Groves                                                                                        | Kristina Groves                                                                                        | 4:09,03    | 4:09,03    |
| 9.                              | Clara Hughes                                                                                           | Clara Hughes                                                                                           | 4:09,17    | 4:09,17    |
| 10.                             | Katarzyna Wojcicka                                                                                     | Katarzyna Wojcicka                                                                                     | 4:09,61    | 4:09,61    |
| 28 deltagere                    | | |            |            |
| 5.000 m, kvinder                | 5.000 m, kvinder                                                                                       | 5.000 m, kvinder                                                                                       | Tid (min.) | Tid (min.) |
| Guld                            | Clara Hughes                                                                                           | Clara Hughes                                                                                           | 6:59,07    | 6:59,07    |
| Sølv                            | Claudia Pechstein                                                                                      | Claudia Pechstein                                                                                      | 7:00,08    | 7:00,08    |
| Bronze                          | Cindy Klassen                                                                                          | Cindy Klassen                                                                                          | 7:00,57    | 7:00,57    |
| 4.                              | Martina Sablikova                                                                                      | Martina Sablikova                                                                                      | 7:01,38    | 7:01,38    |
| 5.                              | Daniela Anschütz Thoms                                                                                 | Daniela Anschütz Thoms                                                                                 | 7:02,82    | 7:02,82    |
| 6.                              | Kristina Groves                                                                                        | Kristina Groves                                                                                        | 7:03,95    | 7:03,95    |
| 7.                              | Catherine Raney                                                                                        | Catherine Raney                                                                                        | 7:04,91    | 7:04,91    |
| 8.                              | Maren Haugli                                                                                           | Maren Haugli                                                                                           | 7:06,08    | 7:06,08    |
| 9.                              | Renate Groenewold                                                                                      | Renate Groenewold                                                                                      | 7:11,32    | 7:11,32    |
| 10.                             | Carien Kleibeuker                                                                                      | Carien Kleibeuker                                                                                      | 7:12,18    | 7:12,18    |
| 16 deltagere                    | | |            |            |
| Holdforfølgelse 2400 m, kvinder | | |            |            |
| Finale                          | Finale                                                                                                 | Finale                                                                                                 | Tid (min.) | Tid (min.) |
| Guld                            | Tyskland Daniela Anschütz Thoms Lucille Opitz Anni Friesinger Claudia Pechstein Sabine Völker          | Tyskland Daniela Anschütz Thoms Lucille Opitz Anni Friesinger Claudia Pechstein Sabine Völker          | 3:01,25    | 3:01,25    |
| Sølv                            | Canada Kristina Groves Clara Hughes Cindy Klassen Christine Nesbitt Shannon Rempel                     | Canada Kristina Groves Clara Hughes Cindy Klassen Christine Nesbitt Shannon Rempel                     | 3:02,91    | 3:02,91    |
| B-finale                        | B-finale                                                                                               | B-finale                                                                                               | Tid (min.) | Tid (min.) |
| Bronze                          | Rusland Yekaterina Abramova Varvara Barysheva Yekaterina Lobysheva Galina Likhachova Svetlana Vysokova | Rusland Yekaterina Abramova Varvara Barysheva Yekaterina Lobysheva Galina Likhachova Svetlana Vysokova | Indhentet  | Indhentet  |
| 4.                              | Japan Eriko Ishino Nami Nemoto Hiromi Otsu Eriko Seo Maki Tabata                                       | Japan Eriko Ishino Nami Nemoto Hiromi Otsu Eriko Seo Maki Tabata                                       | Indhentet  | Indhentet  |
| C-finale                        | C-finale                                                                                               | C-finale                                                                                               | Tid (min.) | Tid (min.) |
| 5.                              | USA Margaret Crowley Maria Lamb Catherine Raney Jennifer Rodriguez Amy Sannes                          | USA Margaret Crowley Maria Lamb Catherine Raney Jennifer Rodriguez Amy Sannes                          | 3:04,22    | 3:04,22    |
| 6.                              | Holland Renate Groenewold Moniek Kleinsman Gretha Smit Paulien van Deutekom Ireen Wust                 | Holland Renate Groenewold Moniek Kleinsman Gretha Smit Paulien van Deutekom Ireen Wust                 | 3:05,62    | 3:05,62    |
| D-finale                        | D-finale                                                                                               | D-finale                                                                                               | Tid (min.) | Tid (min.) |
| 7.                              | Norge Annette Bjelkevik Hedvig Bjelkevik Maren Haugli                                                  | Norge Annette Bjelkevik Hedvig Bjelkevik Maren Haugli                                                  | 3:06,20    | 3:06,20    |
| 8.                              | Kina Jia Ji Fei Wang Xiaolei Zhang                                                                     | Kina Jia Ji Fei Wang Xiaolei Zhang                                                                     | 3:06,91    | 3:06,91    |
| 8 deltagende hold               | | |            |            |

## Ishockey
Ishockeykampene blev spillet i to haller – Esposizioni og Palasport Olimpico – begge i Torino.

### Mænd
| Gruppe A            |     |
| Italien - Canada    | 2-7 |
| Schweiz - Finland   | 0-5 |
| Tyskland - Tjekkiet | 1-4 |
| Finland - Italien   | 6-0 |
| Tjekkiet - Schweiz  | 2-3 |
| Canada - Tyskland   | 5-1 |
| Italien - Tyskland  | 3-3 |
| Canada - Schweiz    | 0-2 |
| Tjekkiet - Finland  | 2-4 |
| Tyskland - Schweiz  | 2-2 |
| Tjekkiet - Italien  | 4-1 |
| Finland - Canada    | 2-0 |
| Schweiz - Italien   | 3-3 |
| Finland - Tyskland  | 2-0 |
| Canada - Tjekkiet   | 3-2 |

| Gruppe A | Kampe | Mål   | Point |
| Finland  | 5     | 19-2  | 10    |
| Schweiz  | 5     | 10-12 | 6     |
| Canada   | 5     | 15-9  | 6     |
| Tjekkiet | 5     | 14-12 | 4     |
| Tyskland | 5     | 7-16  | 2     |
| Italien  | 5     | 9-23  | 2     |

| Gruppe B               |     |
| Kasakhstan - Sverige   | 2-7 |
| Rusland - Slovakiet    | 3-5 |
| Letland - USA          | 3-3 |
| Sverige - Rusland      | 0-5 |
| Slovakiet - Letland    | 6-3 |
| USA - Kasakhstan       | 4-1 |
| Kasakhstan - Rusland   | 0-1 |
| Sverige - Letland      | 6-1 |
| Slovakiet - USA        | 2-1 |
| Rusland - Letland      | 9-2 |
| Slovakiet - Kasakhstan | 2-1 |
| USA - Sverige          | 1-2 |
| Letland - Kasakhstan   | 2-5 |
| Sverige - Slovakiet    | 0-3 |
| USA - Rusland          | 4-5 |

| Gruppe B   | Kampe | Mål   | Point |
| Slovakiet  | 5     | 18-8  | 10    |
| Rusland    | 5     | 23-11 | 8     |
| Sverige    | 5     | 15-12 | 6     |
| USA        | 5     | 13-13 | 3     |
| Kasakhstan | 5     | 9-16  | 2     |
| Letland    | 5     | 11-29 | 1     |

Kvartfinaler- Schweiz - Sverige  2-6
- Finland - USA  4-3
- Rusland - Canada  2-0
- Slovakiet - Tjekkiet  1-3
Semifinaler- Sverige - Tjekkiet  7-3
- Finland - Rusland  4-0
Bronzekamp- Rusland - Tjekkiet  0-3
Finale- Finland - Sverige  2-3

| Guld | Sølv | Bronze |
| --- | --- | --- |
| Sverige | Finland | Tjekkiet |
| Mattias Öhlund Christian Bäckman Daniel Alfredsson Niklas Kronwall Nicklas Lidström Daniel Sedin Niclas Havelid Stefan Liv Tomas Holmström Jörgen Jönsson Mika Hannula Henrik Zetterberg Mikael Samuelsson Henrik Lundqvist Daniel Tjärnqvist Fredrik Modin Mikael Tellqvist Kenny Jönsson Samuel Påhlsson Ronnie Sundin Per Johan Axelsson Peter Forsberg Henrik Sedin Mats Sundin | Petteri Nummelin Kimmo Timonen Lasse Kukkonen Sami Salo Aki-Petteri Berg Teemu Selänne Ville Nieminen Saku Koivu Olli Jokinen Niklas Hagman Ville Peltonen Mikko Koivu Antti Laaksonen Jukka Hentunen Jere Lehtinen Teppo Numminen Fredrik Norrena Antero Niitymäki Toni Lydman Niklas Bäckström Jussi Jokinen Jarkko Ruutu Niko Kapanen Antti-Jussi Niemi | Marek Zidlicky Jaroslav Spacek David Vyborny Marek Malik Frantisek Kaberle Tomas Kaberle Filip Kuba Ales Kotalik Martin Rucinsky Dusan Salficky Jaromir Jagr Patrik Elias Vaclav Prospal Dominik Hasek Jan Bulis Milan Hnilicka Tomas Vokoun Martin Straka Martin Erat Rostislav Olesz Ales Hemsky Milan Hejduk Robert Lang Petr Cajanek Pavel Kubina |

| Sekundære placeringer | Sekundære placeringer |
| --------------------- | --------------------- |
| 4.                    | Rusland               |
| 5.                    | Slovakiet             |
| 6.                    | Schweiz               |
| 7.                    | Canada                |
| 8.                    | USA                   |
| 9.                    | Kasakhstan            |
| 10.                   | Tyskland              |
| 11.                   | Italien               |
| 12.                   | Letland               |

### Kvinder
| Gruppe A          |      |
| Sverige - Rusland | 3-1  |
| Canada - Italien  | 16-0 |
| Rusland - Canada  | 0-12 |
| Sverige - Italien | 11-0 |
| Italien - Rusland | 1-5  |
| Canada - Sverige  | 8-1  |

| Gruppe A | Kampe | Mål  | Point |
| Canada   | 3     | 36-1 | 6     |
| Sverige  | 3     | 15-9 | 4     |
| Rusland  | 3     | 6-16 | 2     |
| Italien  | 3     | 1-32 | 0     |

| Gruppe B           |     |
| Finland - Tyskland | 3-0 |
| USA - Schweiz      | 6-0 |
| Tyskland - USA     | 0-5 |
| Finland - Schweiz  | 4-0 |
| Schweiz - Tyskland | 1-2 |
| USA - Finland      | 7-3 |

| Gruppe B | Kampe | Mål  | Point |
| USA      | 3     | 18-3 | 6     |
| Finland  | 3     | 10-7 | 4     |
| Tyskland | 3     | 2-9  | 2     |
| Schweiz  | 3     | 1-12 | 0     |

| Semifinaler - USA - Sverige 2-3 efter straffeslag - Canada - Finland 6-0 Bronzekamp - Finland - USA 0-4 Finale - Sverige - Canada 1-4 |  | Placeringskampe - Rusland - Schweiz 6-2 - Tyskland - Italien 5-2 Kamp om 7.pladsen - Schweiz - Italien 11-0 Kamp om 5.pladsen - Tyskland - Rusland 1-0 efter straffeslag |
| Guld | Sølv | Bronze |
| --- | --- | --- |
| Canada | Sverige | USA |
| Becky Kellar Gillian Ferrari Gina Kingsbury Sarah Vaillancourt Hayley Wickenheiser Jennifer Botterill Jayna Hefford Danielle Goyette Caroline Ouelette Cheryl Pounder Gillian Apps Carla MacLeod Meghan Agosta Cassie Campbell Vicky Sunohara Kim St-Pierre Charline Labonte Katie Weatherston Colleen Sostorics Cherie Piper | Cecilia Andersson Frida Nevalainen Jenni Asserholt Maria Rooth Erika Holst Anna Vikman Jenny Lindqvist Katarina Timglas Pernilla Winberg Ann Louise Edstrand Kristina Lundberg Emilie O Konor Joa Elfberg Emma Eliasson Gunilla Andersson Nanna Jansson Therese Sjölander Ylva Lindberg Danijela Rundqvist Kim Martin | Courtney Kennedy Angela Ruggiero Lyndsay Wall Krissy Wendell Molly Engstrom Jamie Hagerman Julie Chu Pam Dreyer Chanda Gunn Sarah Parsons Tricia Dunn-Luoma Natalie Darwitz Katie King Kristin King Kathleen Kauth Kelly Stephens Jenny Potter Kim Insalaco Caitlin Cahow Helen Resor |

| Sekundære placeringer | Sekundære placeringer |
| --------------------- | --------------------- |
| 4.                    | Finland               |
| 5.                    | Tyskland              |
| 6.                    | Rusland               |
| 7.                    | Schweiz               |
| 8.                    | Italien               |

## Kunstskøjteløb
Konkurrencerne i kunstskøjteløb blev afviklet i skøjtehallen Palavela i Torino.
| Mænd         | Mænd                 | Point | Point  | Point  |
| Mænd         | Mænd                 | Kort  | Frit   | Total  |
| ------------ | -------------------- | ----- | ------ | ------ |
| Guld         | Evgeni Plushenko     | 90,66 | 167,67 | 253,38 |
| Sølv         | Stephane Lambiel     | 79,04 | 152,17 | 231,21 |
| Bronze       | Jeffrey Buttle       | 73,29 | 154,30 | 227,59 |
| 4.           | Evan Lysacek         | 67,55 | 152,58 | 220,13 |
| 5.           | Johnny Weir          | 80,00 | 136,63 | 216,63 |
| 6.           | Brian Joubert        | 77,77 | 135,12 | 212,89 |
| 7.           | Matthew Savoie       | 69,15 | 137,52 | 206,67 |
| 8.           | Daisuke Takahashi    | 73,77 | 131,12 | 204,89 |
| 9.           | Kevin van der Perren | 65,36 | 132,03 | 197,39 |
| 10.          | Min Zhang            | 67,39 | 128,88 | 196,27 |
| 30 deltagere |                      |       |        |        |

| Kvinder      | Kvinder              | Point | Point  | Point  |
| Kvinder      | Kvinder              | Kort  | Frit   | Total  |
| ------------ | -------------------- | ----- | ------ | ------ |
| Guld         | Shizuka Arakawa      | 66,02 | 125,32 | 191,34 |
| Sølv         | Sasha Cohen          | 66,73 | 116,63 | 183,36 |
| Bronze       | Irina Slutskaya      | 66,70 | 114,74 | 181,44 |
| 4.           | Fumie Suguri         | 61,75 | 113,48 | 175,23 |
| 5.           | Joannie Rochette     | 55,85 | 111,42 | 167,27 |
| 6.           | Kimmie Meissner      | 59,40 | 106,31 | 165,71 |
| 7.           | Emily Hughes         | 57,80 | 103,79 | 160,87 |
| 8.           | Sarah Meier          | 55,57 | 100,56 | 156,13 |
| 9.           | Carolina Kostner     | 53,77 | 99,73  | 153,50 |
| 10.          | Elene Gedevanishvili | 57,90 | 93,56  | 151,46 |
| 30 deltagere |                      |       |        |        |

| Parløb            | Parløb                                  | Parløb                             | Point   | Point  | Point  |
| Parløb            | Parløb                                  | Parløb                             | Kort    | Frit   | Total  |
| ----------------- | --------------------------------------- | ---------------------------------- | ------- | ------ | ------ |
| Guld              | Tatiana Totmianina / Maxim Marinin      | Tatiana Totmianina / Maxim Marinin | 68,64   | 135,84 | 204,48 |
| Sølv              | Dan Zhang / Hao Zhang                   | Dan Zhang / Hao Zhang              | 64,72   | 125,01 | 189,73 |
| Bronze            | Xue Shen / Hongbo Zhao                  | Xue Shen / Hongbo Zhao             | 62,32   | 124,59 | 186,91 |
| 4.                | Qing Pang / Jian Tong                   | Qing Pang / Jian Tong              | 63,19   | 123,48 | 186,67 |
| 5.                | Maria Petrova / Alexei Tikhonov         | Maria Petrova / Alexei Tikhonov    | 64,27   | 117,42 | 181,69 |
| 6.                | Aliona Savchenko / Robin Szolkowy       | Aliona Savchenko / Robin Szolkowy  | 60,96   | 119,19 | 180,15 |
| 7.                | Rena Inoue / John Baldwin               | Rena Inoue / John Baldwin          | 61,27   | 113,74 | 175,01 |
| 8.                | Julia Obertas / Sergei Slavnov          | Julia Obertas / Sergei Slavnov     | 60,25   | 106,29 | 166,54 |
| 9.                | Dorota Zagorska / Mariusz Siudek        | Dorota Zagorska / Mariusz Siudek   | 56,10   | 109,85 | 165,95 |
| 10.               | Jessica Dube / Bryce Davison            | Jessica Dube / Bryce Davison       | 55,48   | 104,23 | 159,71 |
| 20 deltagende par |                                         |                                    |         |        |        |
| Isdans            | Isdans                                  | Point                              | Point   | Point  | Point  |
| Isdans            | Isdans                                  | Oblig.                             | Origin. | Frit   | Total  |
| Guld              | Tatiana Navka / Roman Kostomarov        | 38,20                              | 61,07   | 101,37 | 200,64 |
| Sølv              | Tanith Belbin / Benjamin Agosto         | 37,36                              | 60,53   | 98,17  | 196,06 |
| Bronze            | Elena Grushina / Ruslan Goncharov       | 37,39                              | 59,29   | 99,17  | 195,85 |
| 4.                | Isabelle Delobel / Olivier Schönfelder  | 36,44                              | 58,34   | 99,50  | 194,28 |
| 5.                | Albena Denkova / Maxim Staviski         | 37,65                              | 55,85   | 96,03  | 189,53 |
| 6.                | Barbara Fusar Poli / Maurizio Margaglio | 38,78                              | 51,73   | 92,95  | 183,46 |
| 7.                | Margarita Drobiazko / Povilas Vanagas   | 35,23                              | 52,79   | 95,19  | 183,21 |
| 8.                | Galit Chait / Sergei Sakhnovski         | 31,07                              | 55,65   | 94,44  | 181,16 |
| 9.                | Oksana Domnina / Maxim Shabalin         | 33,37                              | 52,36   | 88,03  | 173,76 |
| 10.               | Sinead Kerr / John Kerr                 | 31,58                              | 50,28   | 85,57  | 167,43 |
| 24 deltagende par |                                         |                                    |         |        |        |

## Andre sportsgrene
- Kælk
- Langrend
- Nordisk kombination
- Short track
- Skeleton
- Skihop
- Skiskydning
- Snowboard

45°02′30″N 7°39′00″Ø / 45.041667°N 7.65°Ø